# Duke Nukem 3D
Duke Nukem 3D — компьютерная игра в жанре шутера от первого лица, созданная компанией 3D Realms (подразделение Apogee) в 1996 году. Duke Nukem 3D является логическим продолжением игр серии Duke Nukem, но если первые две игры из серии были двухмерными платформерами, то третья часть выполнена в популярном на то время стиле Doom (псевдотрёхмерные коридоры, вид от первого лица, сражения с применением различного вида холодного, огнестрельного, а также вымышленного оружия). Фактически, Duke Nukem 3D был ответом компании Apogee на серию игр Doom, а также на Heretic и Hexen от компании Raven Software.
Новая, трёхмерная часть Duke Nukem не стала очередным клоном Doom, она сумела составить конкуренцию вышедшему в то же время более технически совершенному Quake. Более того, она принесла в игровую индустрию столько нововведений и неожиданных решений, что по праву может оспорить звание прародителя многих современных шутеров, включая серию игр Half-Life.
Вышла в Steam 20 марта 2013 года в переиздании Duke Nukem 3D: Megaton Edition с тремя дополнениями, поддержкой Steam Workshop и с мультиплеером через Steamworks.
Помимо одиночного прохождения, возможен и мультиплеер, поддерживаемый лишь Windows 95: более поздние системы отказываются его запускать, а более ранние — распознавать, одиночная же версия игры запускается на Windows XP и на некоторых других операционных системах.

## Главный герой
Дюк Нюкем (англ. Duke Nukem) (озвучивает Джон Сент-Джон) — специальный агент правительства США, брутальный и насмешливый экшн-герой, внешностью напоминающий Дольфа Лундгрена. В целом — один из самых колоритных героев компьютерных игр. По ходу действия может шутить и даже переругиваться с игроком. Реплики из игры быстро разошлись на цитаты. В этой же части игры появилось знаменитое выражение «It’s time to kick ass and chew bubble gum!» (рус. «Время надирать задницы и жевать жвачку!»), отсылающее к фильму «Чужие среди нас».

## Сюжет
Дюк Нюкем возвращается в Лос-Анджелес после событий игры Duke Nukem II. Неожиданно по радио поступает сигнал бедствия: город штурмует ранее неизвестный враг — агрессивная инопланетная раса, прибывшая с целью похищения женщин и использования их тел в качестве инкубатора. Космический корабль Дюка сбивается ракетой, но ему удаётся катапультироваться на крышу дома. Он берётся за оружие и начинает бойню, сметая горы пришельцев на пути к их лидерам. Каждый эпизод имеет свою особенность в сюжете.

### Эпизод 1: L.A. Meltdown
Пролетая над Лос-Анджелесом, корабль Дюка попадает под огонь пришельцев и оказывается сбит. Дюк катапультируется на крышу городского дома. Он пробирается через кинотеатр (Hollywood Holocaust) и район красных фонарей (Red Light District). В стриптиз-баре Дюка ожидает неприятный сюрприз — он оказывается в ловушке инопланетян и попадает в плен. Его перевозят в тюрьму (Death Row), чтобы казнить на электрическом стуле, но Дюк сбегает. Он находит подводную лодку и пытается поплыть на ней, но лодка, проплыв некоторое расстояние, терпит крушение, и Дюк всплывает на территории фабрики по переработке токсичных отходов (Toxic Dump). Пройдя эту зону, Дюк оказывается в ущелье горного района (Abyss). Рядом оказывается приземлившаяся огромная летающая тарелка, внутри которой Дюк находит и убивает финального босса первого эпизода. После победы Дюк видит на мониторах, что инопланетяне помещают земных женщин в коконы для транспортировки на другую планету. «Nobody steals our chicks — and lives» (рус. «Никто не может украсть наших цыпочек… и остаться при этом в живых»), — говорит Дюк и отправляется на шаттле в космос.

### Эпизод 2: Lunar Apocalypse
Успешно состыковавшись с орбитальным космопортом (Space Port), Дюк понял, что Земля была не первой жертвой пришельцев. Начав зачистку местности, герой на пассажирской шлюпке попадает на заброшенную орбитальную станцию EDF, ставшую инопланетным инкубатором (Incubator). Расправившись со всеми, Дюк отправляется на боевой корабль землян, захваченный пришельцами (Warp Factor). (Корабль по форме сильно напоминает USS Enterprise из сериала Star Trek.) На корабле он долетает до инопланетной термоядерной станции (Fusion Station). После её уничтожения Дюк Нюкем попадает на огромную космическую станцию на земной орбите (в окнах видна Земля и Луна) (Ocuppied Territory). Её превратили в своё гнездо пришельцы, инопланетные споры и растения опутали половину станции. Уничтожив всех, герой отправился на лунную станцию Tiberius Station, коротая просто кишела инопланетной гадостью. Пройдя её, Дюк попадает к лунному реактору (Lunar Reactor). Уничтожив реактор, Нюкем отправляется на лунную железнодорожную пересадочную станцию (Dark Side), откуда попадает в место археологических раскопок. В зоне раскопок Дюк обнаруживает странный монолит (отсылка на роман Артура Кларка «2001: Космическая одиссея»), коснувшись которого, Дюк телепортируется на базу пришельцев (Overlord). Дюк обнаруживает босса Оверлорда. Перед тем как убить его, он произносит: «I’ll rip your head off and shit down your neck» (рус. «Я оторву твою башку и насру тебе в глотку»; отсылка к «Цельнометаллической оболочке»), после чего исполняет обещанное. После этого Дюк отключает пушку, бомбящую Землю. В этот момент на дисплее появился Император и открыто поиздевался над Дюком. В результате чего Дюк вскипел и произнёс: «Guess again, freakshow. Duke’s coming back to town, and the last thing that’s gonna go thru you mind before you die — is my size-13 boot!» (рус. «Знаешь что, урод? Дюк снова берётся за дело, и последним, что пронесётся в твоей голове перед смертью… будет мой ботинок сорок шестого размера!»). Герой возвращается на Землю…

### Эпизод 3: Shrapnel City
Дюк Нюкем снова оказывается на Земле на крыше здания. Пройдя через японский суши-ресторан (Raw Meat) и банковский район (Bank Roll), он попал в затопленную часть Лос-Анджелеса (Flood Zone; возможно, пришельцы разрушили дамбу). После этого, попав обратно в незатопленную часть города (L.A. Rumble), Дюк встречается с некоторыми оставшимися в живых людьми, которые согласились добросить его вертолётом до стадиона. Но вертолёт подбивают (как всегда), и герой катапультируется на киностудию (Movie Set). Пройдя метро (Rabid Transit), пожарную часть, радиостанцию (Fahrenheit) и гостиницу (Hotel Hell), герой попадает на стадион, где его поджидает инопланетный император Циклоид (Cycloid). Успешно уничтожив императора, Дюк наконец-то получает свой заслуженный отпуск.

### Эпизод 4: The Birth
(Этот эпизод есть только в издании Duke Nukem 3D: Atomic Edition).
Дюка вызывает из отпуска генерал армии США. Он говорит, что пришельцы вернулись, и показывает ему видео, где захватчики проводят биологические эксперименты над женщиной. Дюк отправляется на борьбу с ними. Сначала он попадает на горную базу Improbable Mission Facility. Потом оттуда попадает в город, где проходит через забегаловку Duke-Burger (в честь Дюка), в которой, как оказывается, гамбургеры делаются из собак, далее — через большой супермаркет. Оттуда по канализации он добирается до Babe Land — аналога Диснейленда, потом разбирается в полицейском участке с мутировавшими в свинокопов полицейскими Лос-Анджелеса, проходит через центральный почтамт и добирается до порностудии. Оттуда, пройдя по пути через атомную электростанцию, Дюк попадает на пришвартованный большой морской корабль. От корабля куда-то через морское дно ведёт труба, и через неё Дюк попадает на подводную базу инопланетян. Там он наконец побеждает инопланетную Королеву.

### Эпизод 5: Alien World Order
(Этот эпизод есть только в издании Duke Nukem 3D: 20th Anniversary Edition).
Спустя какое-то время после победы над Королевой, Дюку снова предстоит уничтожить полчища инопланетян, которые в этот раз атакуют различные известные города и места Земли. Дюк посетит Амстердам (High Times) с интересными поворотами для него самого после употребления «кофе»; Москву времён СССР (Red Ruckus), где в одном из бункеров инопланетяне устроили свою базу; Лондон (Bloody Hell), вместе с его подобием британской оперы и Палатой общин. В самой Палате Дюк снова встретится с Императором Циклоидом; древнюю пирамиду Египта (Mirage Barrage), с открытием четырёх монументов внутри пирамиды, каждый из которых представляет собой определённый элемент стихий. И после этого Дюк открывает финальный Пятый элемент (отсылка к одноимённому фильму). Также на этом уровне есть отсылка к Серьёзному Сэму; Париж (Tour de Nukem), в подземке города которого инопланетяне построили особый комплекс с инкубатором, а в самом городе царит хаос; Сан-Франциско (Golden Carnage), где идёт полномасштабная война с пришельцами с использованием субмарин. Дюк пробирается через знаменитый Золотой мост к Форт-Поинту, и затем, в подземную базу пришельцев. Уровень является одним из самых больших за всю историю игры, а в финале Дюк вернётся в родной Лос-Анджелес (Hollywood Inferno), пробираясь через ожесточённое сопротивление пришельцев прямиком к известной вывеске «Голливуд», чтобы расправиться с финальным боссом эпизода — особым Циклойдом — Сжигателем.

## Противники
На протяжении всей игры Дюк Нюкем встретит разнообразных противников, являющихся преимущественно инопланетными существами или мутировавшими людьми.
В игре имеется четыре уровня сложности. Первые три уровня в основном различаются качественным и количественным составом врагов на уровнях. На последнем уровне сложности каждый убитый враг через некоторое время «воскресает», если от убитого врага остался труп. Если труп врага был уничтожен, то враг не воскресает. Кроме того, на последнем уровне сложности заблокировано использование чит-кодов.

## Технические детали
Графический движок игры называется Build Engine. На его основе было создано ещё несколько известных игр: Shadow Warrior, Blood, Redneck Rampage. Игровой движок давал следующие возможности: достаточно реалистичный и интерактивный трёхмерный мир, в котором стало возможным прыгать и приседать, появилась квазивозможность двигаться в трёх измерениях, появилась возможность частично взаимодействовать с игровыми предметами. Враги, в отличие от полигонального Quake, всё ещё представлялись в виде плоских спрайтов.
Комнаты изображались с помощью технологии порталов (в отличие от BSP-дерева в Doom). Благодаря порталам общая скорость игры зависела только от сложности пространства, окружающего игрока. И в придачу для отображения уровня не требовалось никаких предварительных вычислений, так что можно было видеть уровень в 3D прямо по ходу редактирования. Однако Build Engine всё ещё оставался 2,5-мерным движком, к тому же при взгляде игрока вверх объекты сильно искажались: возникал эффект искажённой перспективы.
Странный зелёный слизняк жуткого вида (англ. protozoid slimer), наползающий на лицо, при попытке удаления монстра из игры обнаруживается встроенным в движок Build полной версии игры, то есть кода Протозоида как такового в *.CON-файлах не обнаружено, в то время как спрайты и звуки монстра находятся в основном файле игры (*.GRP).
В игре используются некоторые «недокументированные» особенности движка и расширенные возможности порталов. Например, секретный уровень Tier Drops представляет собой большую комнату, содержимое которой меняется в зависимости от того, с какой стороны в неё зайти. С помощью модификации файлов с параметрами игры можно включить несколько неиспользуемых возможностей в игре — например, уничтожаемые камеры наблюдения или невидимые лазерные датчики мин. Эти же файлы могут быть использованы для создания простых модификаций на основе игры.

## Версии игры
Наиболее распространёнными версиями Duke Nukem 3D являются:
- Lameduke — бета-версия игры. Получила популярность среди фанатов оригинала в связи с тем, что в значительной степени отличается от финальной версии игры: внешний вид большинства противников и оружия отличается от конечного, в игре присутствуют отличные от оригинальных локации (однако уровень Derelict из Lameduke вошёл в Atomic Edition);
- Shareware — содержит один из трёх эпизодов, доступных в полной версии игры и имеет ограниченный набор вооружений (нет наиболее оригинальных и замысловатых орудий, вроде замораживателя или уменьшителя). Несмотря на ознакомительный статус, доступный эпизод «L.A. Meltdown» является одним из самых запоминающихся по архитектуре и построению уровней. Многие игроки начинали знакомство с «Duke Nukem 3D» именно с shareware-версии;
- 1.3d — полная версия игры. Содержит три эпизода: «L.A. Meltdown», «Lunar Apocalypse» и «Shrapnel City» с полным набором вооружения;
- Atomic Edition (1.5) — расширенная версия игры, которая содержит дополнительный четвёртый эпизод «The Birth», дополнительное оружие (увеличитель) и новых врагов: существ, похожих на монстров из фильмов серии «Чужой», свинокопов в танках и главного босса. Также в игре имелась возможность подключения ботов через параметры командной строки. Отличительной особенностью эпизода стал дизайн уровней и атмосфера — парки развлечений, большое количество декоративных роботов, которые внешне выглядят как люди.
- 20th Anniversary Edition — последняя официальная версия игры, вышедшая в 2016 году в честь юбилея. Содержит новый, пятый эпизод «Alien World Order». Появилось новое оружие — Incinerator (сжигатель, является альтернативой замораживателю. Стреляет огненными сгустками, поджигающие врагов и наносящие как моментальный, так и периодический урон), а среди новых врагов — Firefly Trooper, который умеет уменьшаться до мелких размеров и пускать огонь, а также в конце особый финальный босс. Добавлены новые графические функции, а также полноценная поддержка геймпада. К созданию уровней приложили руку ветераны игрового дизайна Ричард Грей и Аллен Блюм. В игру были добавлены комментарии, где оба разработчика прямо посреди самих уровней рассказывают об их построении и дизайне (функция присутствует и для прежних эпизодов). Детализация уровней в новом эпизоде вышла на новый уровень благодаря последней версии Build Engine с использованием технологии вокселей.
- Total Meltdown — версия для Sony Playstation, включает в себя три оригинальных эпизода и новый «Plug N’ Pray», состоящий из шести новых уровней. В четвёртый эпизод были включены новые враги: две разновидности свинокопов и новый босс по имени CyberKeef. Дизайн некоторых уровней «Plug N’ Pray» заметно хуже, чем в оригинале, но сами уровни стали сложнее.
- Duke Nukem 64 — версия для Nintendo 64. В игре заново перерисованы большинство текстур, изменены многие спрайты оружия и врагов. Сами уровни теперь не разбиты по эпизодам, а предстают одной сплошной кампанией. Среди любопытных нововведений: наличие ослабленных версий второго босса Overlord (по аналогии с первым боссом), четвёртый босс (Alien Queen) встречается раньше третьего — Cycloid Emperor, который в этой версии предстаёт в виде 3D-модели. К тому же эту версию можно проходить сразу 2 игроками.

## Издания

### Duke Nukem 3D: Megaton Edition
20 марта 2013 года Devolver Digital и General Arcade выпустили игру в популярной системе цифровой дистрибуции Steam в переиздании Duke Nukem 3D: Megaton Edition. Пакет включает в себя 3 официальных дополнения к игре, новый официальный порт, к которому обещается поддержка мультиплеера через SteamWorks, а также классическая версия игры, запускаемая через эмулятор DosBox. Также в игре появится поддержка Steam WorkShop, в котором игроки смогут делиться между собой уровнями и модификациями.
Новый порт Megaton Edition, кроме интеграции со Steam, имеет полную совместимость с современными операционными системами Windows и Mac, а также улучшенный рендеринг OpenGL, благодаря чему игра лучше выглядит на высоких, широкоэкранных разрешениях.
В конце июля 2013 года объявлено о выходе бета-версии для Linux.
В январе 2014 года был добавлен мультиплеер.
По состоянию на 31 мая 2017 года Megaton Edition, как и все игры серии, недоступна для покупки ни в одном из сервисов цифровой дистрибуции по причине окончания действия соглашения между Devolver Digital и Gearbox Software. Несмотря на это, игра по-прежнему доступна всем, кто успел приобрести её до середины января 2016 года.

### Duke Nukem 3D: 20th Anniversary World Tour
2 октября 2016 года было анонсировано новое переиздание Duke Nukem 3D в честь 20-летия игры. Оно вышло 20 октября 2016 года на Windows (Steam), PlayStation 4 и Xbox One и 23 июня 2020 года на Nintendo Switch и помимо классических четырёх эпизодов включило новый пятый, Alien World Order, в разработке которого участвовали дизайнеры оригинальной игры, Аллен Блюм и Ричард Грей. Также для данного переиздания была написана новая музыка композитором Ли Джексоном, перезаписаны реплики главного героя, добавлены несколько видов врагов и световые эффекты. Однако в него не был включён контент, который присутствовал в предыдущих переизданиях.

## Дополнения и порты
Для игры было выпущено несколько официальных дополнений, разработанных фирмами Sunstorm Interactive и Simply Silly Software: Duke!ZONE, Duke Caribbean: Life’s A Beach, Duke: Nuclear Winter, Duke It Out In D.C. и Duke Xtreme.

## Отзывы и критика
| Сводный рейтинг       | Сводный рейтинг                                                                                          |
| Агрегатор             | Оценка                                                                                                   |
| --------------------- | --- |
| GameRankings          | 88,50 % (MS-DOS) 82,50 %(Saturn) 80,67 % (X360) 63,80 % (iOS) 74,33 % (N64) 69,27 % (Vita) 75,25 % (PS4) |
| Metacritic            | 89/100 (Windows) 80/100 (X360)                                                                           |
| Иноязычные издания    | |
| Издание               | Оценка                                                                                                   |
| AllGame               | [ 16 ]                                                                                                   |
| GameSpot              | 8,8/10                                                                                                   |
| Next Generation       | [ 18 ]                                                                                                   |
| Русскоязычные издания | |
| Издание               | Оценка                                                                                                   |
| «Мир фантастики»      | 9/10 |
| «Страна игр»          | (PC) · 10/10 (Saturn)                                                                                    |
| «Магазин игрушек»     | 80 % (PC)                                                                                                |

| Русскоязычные издания | Русскоязычные издания |
| Издание               | Оценка                |
| --------------------- | --------------------- |
| «Игромания»           | [ 23 ]                |